# Andrew Sudduth
Andrew Hancock Sudduth (Baltimore, 21 de noviembre de 1961-Marion, 15 de julio de 2006) fue un deportista estadounidense que compitió en remo.
Participó en dos Juegos Olímpicos de Verano en los años 1984 y 1988, obteniendo una medalla de plata en Los Ángeles 1984 en la prueba de ocho con timonel. Ganó cuatro medallas en el Campeonato Mundial de Remo entre los años 1981 y 1986.

## Palmarés internacional
| Juegos Olímpicos   | Juegos Olímpicos             | Juegos Olímpicos  | Juegos Olímpicos   |
| Año                | Lugar                        | Medalla           | Prueba             |
| ------------------ | ---------------------------- | ----------------- | ------------------ |
| 1984               | Los Ángeles (Estados Unidos) | Medalla de plata  | Ocho con timonel   |
| Campeonato Mundial |                              |                   |                    |
| Año                | Lugar                        | Medalla           | Prueba             |
| 1981               | Múnich (RFA)                 | Medalla de plata  | Cuatro con timonel |
| 1982               | Lucerna (Suiza)              | Medalla de bronce | Cuatro con timonel |
| 1985               | Malinas (Bélgica)            | Medalla de plata  | Scull individual   |
| 1986               | Nottingham (Reino Unido)     | Medalla de bronce | Ocho con timonel   |